# East Thermopolis
East Thermopolis est une municipalité américaine située dans le comté de Hot Springs au Wyoming. Elle se trouve à l'est de Thermopolis, le siège du comté.
Lors du recensement de 2010, sa population est de 254 habitants. La municipalité s'étend sur 0,18 milles carrés (0,47 km2).